# Хаймито фон Додерер
Хаймито фон Додерер (на немски: Heimito von Doderer) е австрийски писател, роден в Хадерсдорф (днес част от Виена).

## Живот и творчиство
Хаймито фон Додерер прекарва по-голямата част от живота си във Виена, където учи в гимназия с умерен успех. Като момче започва хомоеротична връзка с домашния си учител, има и бисексуални и садомазохистични преживявания, а също така често посещава публични домове.
През 1914 г. Додерер трудно взима изпитите си за матура и постъпва в юридическия факултат на Виенския университет. През април 1915 г. е мобилизиран като доброволец в австро-унгарската армия и служи като пехотинец на Източния фронт в Галиция и Буковина. На 12 юли 1916 г. е пленен от императорската руска армия в района на Тлумач.
След дългото пътуване до руския лагер за офицери военнопленници в Далечния Изток близо до Хабаровск, Додерер решава да се посвети на литературата и започна да пише. След сключването на Брест-Литовския мирен договор той е освободен от болшевишкото правителство, но се налага да се върне в Австрия в разгара на Гражданската война в Русия. Стигнал до Самара, Додерер и другарите му отново тръгват на изток и намират убежище в лагера на Червения кръст край Красноярск. Много мъже загиват от коремен тиф по време на престоя си. Додерер остава в Сибир до пристигането си в Австрия през есента на 1920 г.
Първата публикация на Додерер е стихосбирката „Улици и пейзажи“, издадена през 1923 г., последвана от романа „Нарушението“ през 1924 г. И двете творби имат малък успех. През 1930 г. е публикуван вторият му роман „Тайната на империята“.
През 1933 г. Додерер се присъединява към австрийското подразделение на нацистката партия и публикува няколко разказа в Deutschösterreichische Tages-Zeitung, вестник, тясно свързан с партията и насърчаващ расизма и обединението на Германия и Австрия. През 1936 г. Додерер се преселва в Дахау, Германия. Там подновява членството си в Националсоциалистическата партия (австрийската нацистка партия е забранена от 1933 г.). През 1938 г. писателят се завръща във Виена и там публикува романа си „Убийство, което всеки извършва“.
В резултат на вдълбочаването си в делото на Тома Аквински и растящото отчуждаване от нацистите Додерер приема през 1940 г. католицизма. Същата година е призован във Вермахта и по-късно е пратен във Франция, където започва работа над най-известния си роман „Щрудлхофското стълбище или Мелцер и мъдростта на годините“. Поради лошо здравословно състояние му е разрешено през 1943 г. да се завърне от фронта и да служи в района на Виена, а в края на войната е пратен в Осло, където попада в плен.
След завръщането си в Австрия в началото на 1946 г. на Хаймито фон Додерер е наложена възбрана да публикува заради принадлежността му към нацистката партия. Продължава да работи над „Щрудлхофското стълбище“, но макар и да го завършва през 1948 г., все още неизвестният автор не успява веднага да го издаде. Но когато най-после романът излиза през 1951 г., той има огромен успех и мястото на Додерер в следвоенната австрийска литература е осигурено.
Тогава писателят се връща към свой по-ранен недовършен проект, романа „Демоните“, който излиза през 1956 година и също има голям успех. През 1958 г. Додерер започва работа над роман, замислен в четири тома под общото заглавие римската цифра 7 – „Роман № 7“, който да бъде изграден като аналог на любимата му Седма симфония на Лудвиг ван Бетховен. Първият том „Слунските водопади“ излиза през 1963 г. Вторият том, „Граничната гора“, остава последната му творба, публикувана незавършена посмъртно през 1967 г.
На 23 декември 1966 г. Хаймито фон Додерер умира от рак на дебелото черво.

## Награди
- 1957: Голяма австрийска държавна награда за литература
- 1961: Литературна награда на Виена
- 1964: Голяма литературна награда на Баварската академия за изящни изкуства
- 1966: Литературна награда „Вилхелм Раабе“

## Признание
През 1996 г. за 100-годишнината от рождението на писателя е учредена литературната награда „Хаймито фон Додерер“.